# Радушкевич, Валерий Павлович
Валерий Павлович Радушке́вич (1908—1976) — советский кардиохирург, педагог. Заслуженный деятель науки РСФСР.

## Биография
Родился 7 (20 января) 1908 года в Иркутске в семье служащих. Окончил лечебный факультет ВСМИ (1931). Хирург, заведующий районными больницами Дальневосточного края (1931—1935). Ассистент клиники общей хирургии ИГМУ (1935—1937). Ассистент кафедры госпитальной хирургии НоТКЗМИ (1937—1941). Во время Великой Отечественной войны хирург военных госпиталей. Главный хирург Новосибирска (1945—1947). Доцент кафедры общей хирургии НоТКЗМИ (1947—1950). Доктор медицинских наук (1949), профессор (1950). Одновременно директор Новосибирской станции переливания крови (1938—1950). С 1954 по 1955 командирован Правительством СССР в КНР консультантом по вопросам высшего медицинского образования.
В 1959, оставаясь заведующим кафедрой госпитальной хирургии, назначен главным врачом Воронежской областной клинической больницы. Здесь он впервые внедрил в практику операции на лёгких и органах средостения: резекция лёгких, плеврэктомия, декортикация лёгких, закрытие бронхиальных свищей, коррекция дефектов грудной клетки.
Состоял членом редколлегии журналов «Хирургия» и «Экспериментальная хирургия». Заведующий (1950—1974), профессор-консультант (с 1974) кафедры госпитальной хирургии, директор (1950—1954) ВГМИ имени Н. Н. Бурденко. Основатель школы хирургов в области грудной хирургии и реанимации.
Умер 27 июня 1976 года. Похоронен в Воронеже на Коминтерновском кладбище.

## Научные труды
Автор более 200 научных работ и изобретений, в том числе книг:
- «Электроимпульсная терапия мерцательной аритмии» (Воронеж, 1966)
- «Электрическая дефибрилляция при мерцательной аритмии и её значение в хирургии митрального стеноза» (Воронеж, 1977).

## Награды
- заслуженный деятель науки РСФСР (1967)
- орден Ленина
- орден Трудового Красного Знамени
- медали

На доме, в котором жил Радушкевич (улица Плехановская, 15), установлена мемориальная доска (2008).